# Ток (приток Зеи)
Ток — река в Зейском районе Амурской области России, правый приток Зеи. Длина реки — 251 км, площадь водосборного бассейна — 6420 км².
Исток — на северных склонах хребта Таага. В верхнем течении характерна многолетними наледями. Течёт сначала на север, затем поворачивает на юг. С 1934 года велись гидрологические наблюдения. Впадает в Зею примерно в 25 км выше села Бомнак, в устье делится на несколько рукавов.

## Происхождение названия
В переводе с эвенкийского: ток — лось, сохатый; крутой поворот.

## Данные водного реестра
По данным государственного водного реестра России относится к Амурскому бассейновому округу, речной бассейн реки Амур, речной подбассейн реки — Зея, водохозяйственный участок реки — Зея от истока до Зейского гидроузла.
Код объекта в государственном водном реестре — 20030400112118100023667.

### Притоки
(указано расстояние от устья)
- 20 км: река Сивакан (лв)
- 30 км: река Трифоновский (лв)
- 48 км: река Владимировский (лв)
- 51 км: река Юхта (пр)
- 68 км: река Матрепал (лв)
- 70 км: река Петропавловский (лв)
- 74 км: река Дямкути (лв)
- 81 км: река Уган (пр)
- 83 км: река Улягир (лв)
- 100 км: река Соннатыгяк (лв)
- 107 км: река Улягиркан (пр)
- 140 км: река Агрыс (пр)
- 143 км: река Чапа (пр)
- 169 км: река Качу (пр)
- 181 км: река Анычан (пр)
- 189 км: река Чардат (пр)
- 191 км: река Улягир (пр)
- 214 км: река Намуга (лв)
- 223 км: река Инарогда (пр)
- 227 км: река Анамтыдяг (лв)
- 229 км: река Накит (пр)